# Vleeshal (Breda)
Vleeshal Breda is een voormalige vleeshal aan de Grote Markt 19 in Breda Centrum in Breda.
Het monumentale pand was oorspronkelijk een particuliere woning ‘’Het witte lam’’ genaamd. In 1617 werd het een vleeshal, nog te zien aan de stenen poort met runderkoppen gemaakt door de steenhouwer Melchior van Herbach. Alleen op deze plaats mocht nog vlees worden verkocht.
De bovenverdieping werd vanaf het najaar van 1617 gebruikt door het Sint Jorisgilde dat zich bezighield met het schieten van kruis- en voetbogen. Na een verbouwing in 1772 kwam er een fronton met een afbeelding van St. Joris met de draak en de spreukband Anno MDCCLXXII bovenaan de voorgevel.
Circa 1850 werd het Schuttersgilde opgeheven.
In 1861 werd beneden een Boterhal gevestigd en werden er in 1864 van de bovendieping twee woonhuizen gemaakt.
In 1935 werd het het Stedelijk en Bisschoppelijk Museum dat verhuisd is naar de Chassékazerne.
Vanaf 1998 t/m februari 2010 is er Grand-Café Dante. Vanaf maart 2010 Grand Café Steakhouse Anno 1617, een horeca-gelegenheid, gevestigd. Vanaf november 2012 vestigde er een andere horeca-gelegenheid: De Boterhal.

## Galerij

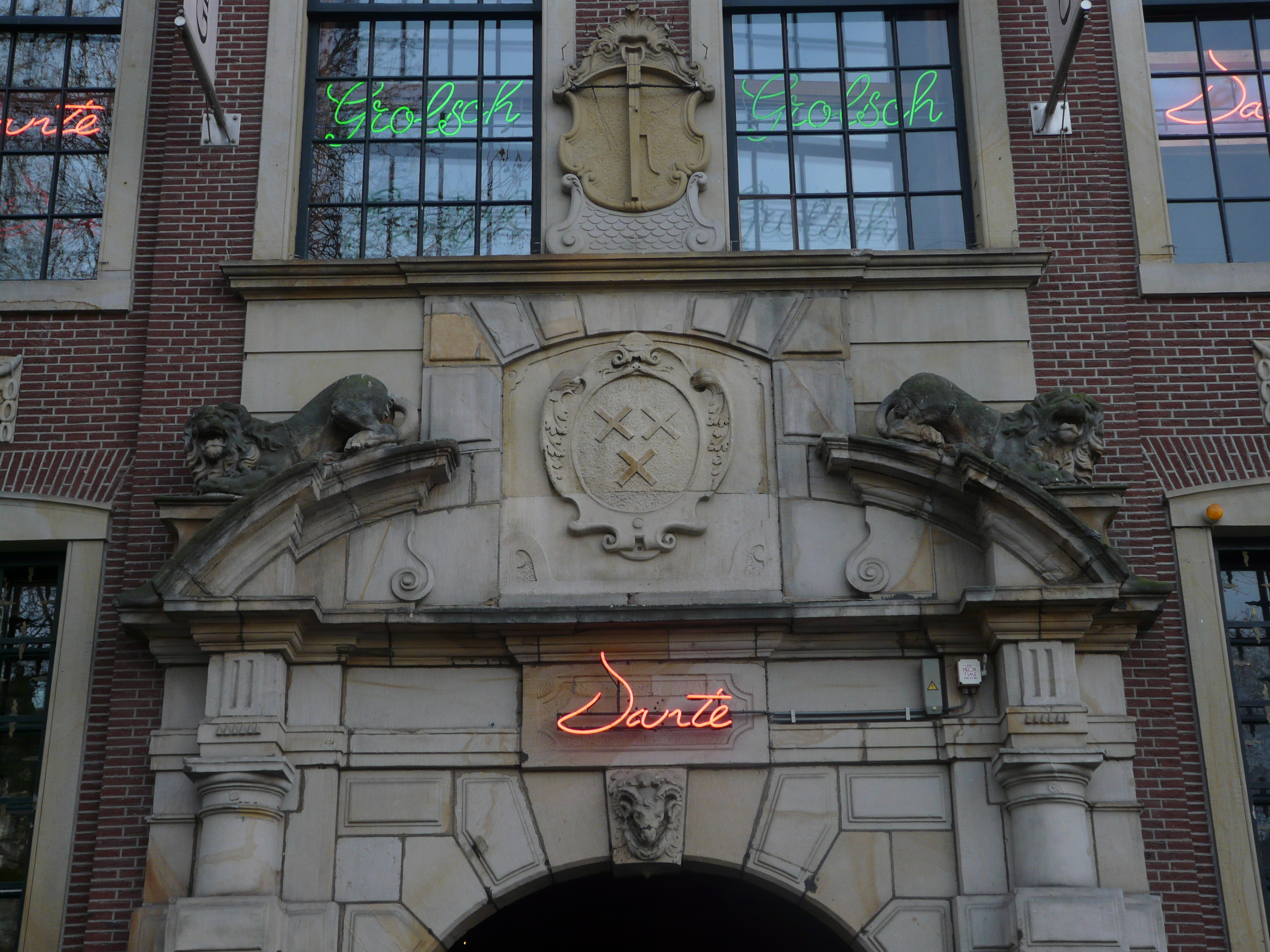
Detail stenen poort voormalige vleeshal
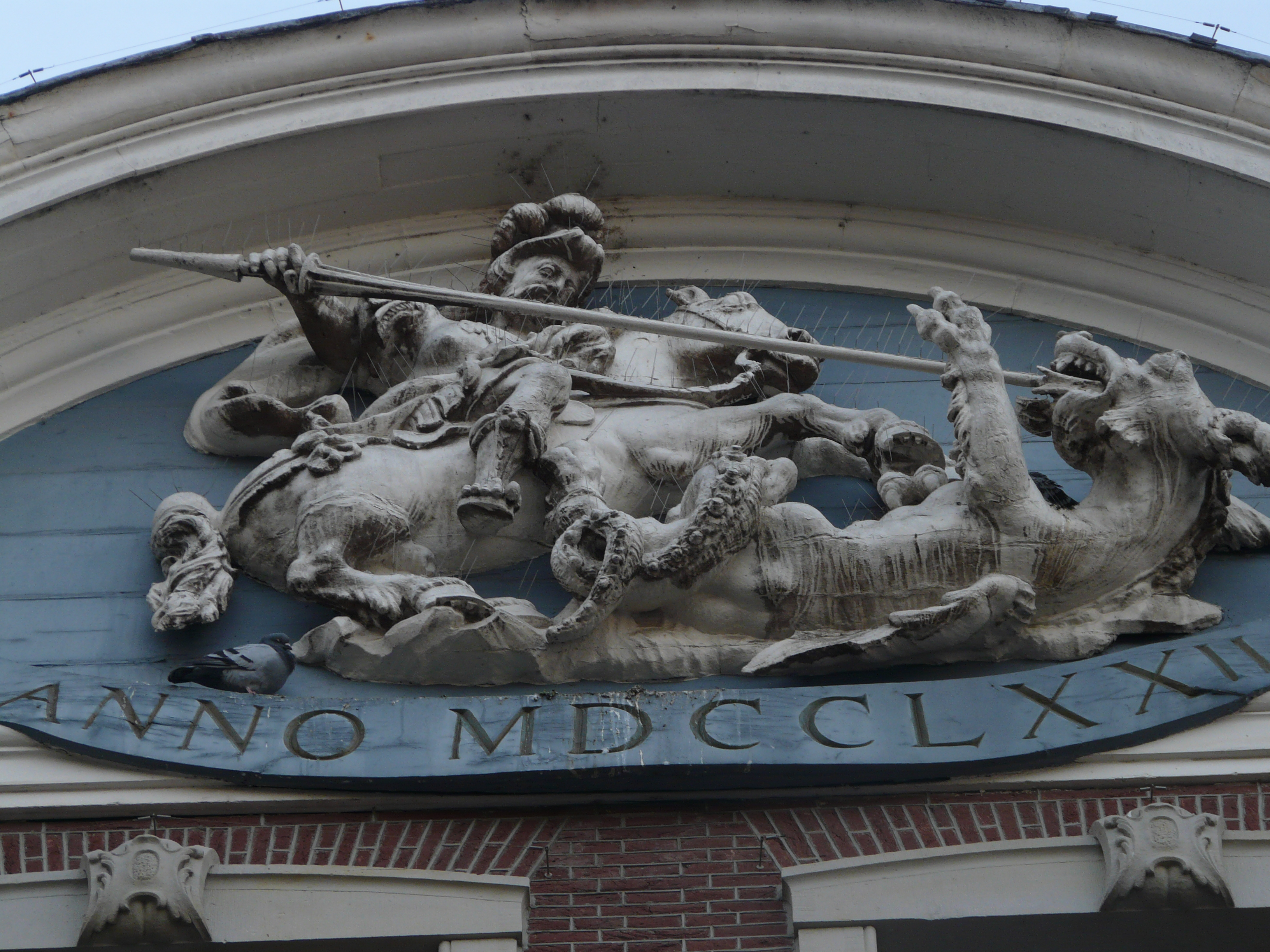
Detail voorgevel
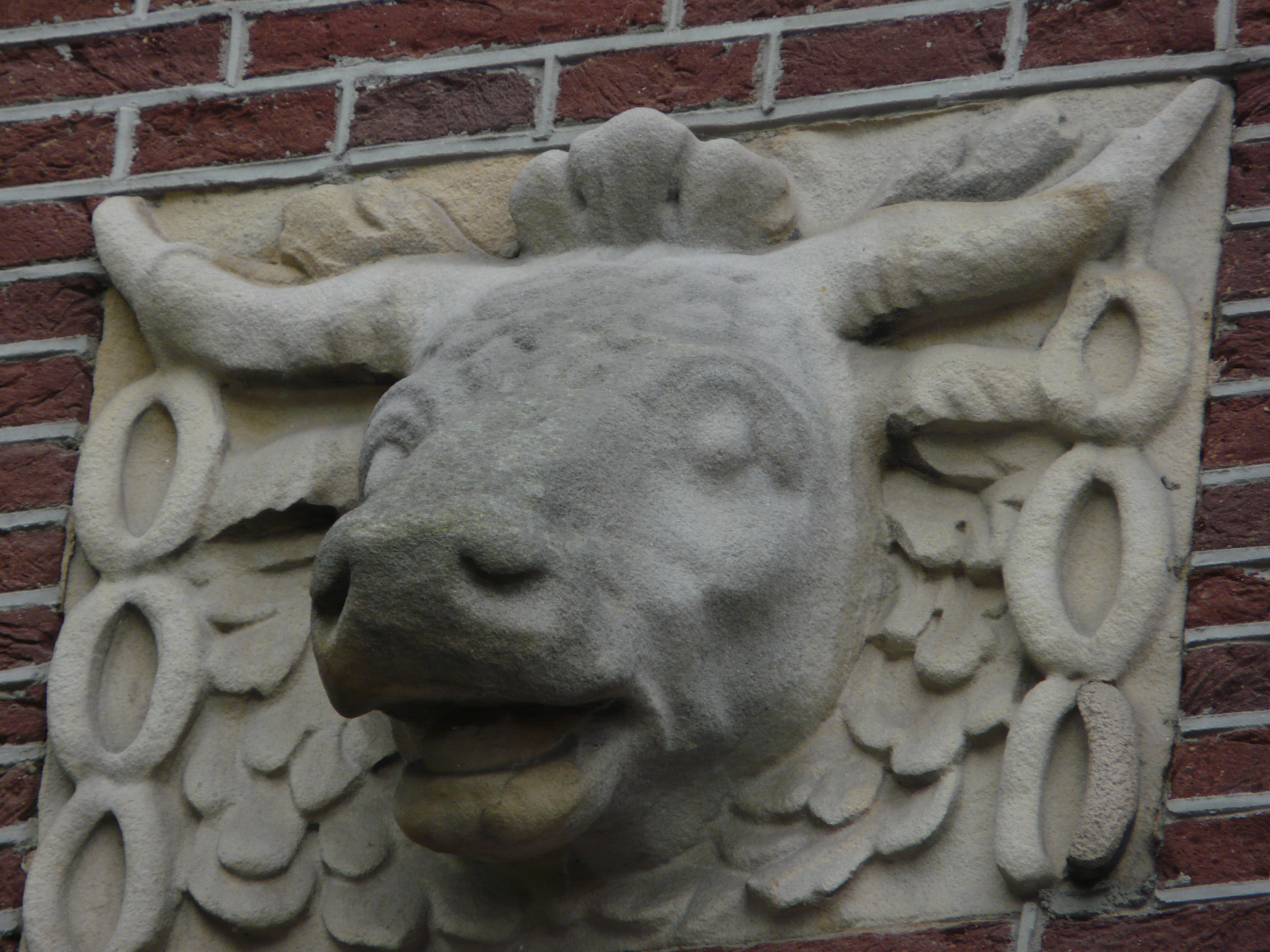
Detail voorgevel